# Власова (Свердловская область)
Вла́сова — деревня в Байкаловском районе Свердловской области. Входит в состав Баженовского сельского поселения. Управляется Городищенской сельской администрацией.

## География
Населённый пункт расположен на правом берегу реки Ницы, в 24 километрах к северу от села Байкалова — административного центра района. Вплотную примыкает к деревне Макушина.

### Часовой пояс
Власова, как и вся Свердловская область, находится в часовой зоне МСК+2. Смещение применяемого времени относительно UTC составляет +5:00.

## Население
| 2002 | 2010 | 2021 |
| ---- | ---- | ---- |
| 96   | ↘54  | ↘37  |

## Инфраструктура
Единственная улица деревни — Центральная.